# Chiesa di San Pietro (Ferrara)
La chiesa di San Pietro (o chiesa di San Pietro e Paolo) a Ferrara è stata uno dei primi luoghi di culto cittadini, che abbe dignità di basilica e fu soppressa con l'arrivo delle truppe napoleoniche in città ai primi del XIX secolo.
Si trova all'angolo tra via Porta San Pietro e via Spilimbecco.

## Storia
Fu una chiesa che in alcune occasioni, a partire dal X secolo, ospitò il vescovo della città di Ferrara svolgendo il ruolo della cattedrale di San Giorgio, fu soppressa da Napoleone e trasformata infine in sala cinematografica a luci rosse.
Accanto alla chiesa fu costruita una beccheria (una macelleria), che fu preesistente alla Beccheria Grande del 1471 sorta accanto al Castello Estense. Alla beccheria era annesso un macello, e si racconta che gli animali, prima della macellazione, si abbeverassero in un fosso poco lontano da San Pietro, e dove, in seguito, sarebbe nata via Fossato dei Buoi.

### La chiesa

San Pietro, di Benvenuto Tisi da Garofalo

San Paolo, di Benvenuto Tisi da Garofalo

La chiesa è stata tra le prime della città di Ferrara, quando ancora il nucleo urbano si concentrava attorno al castrum bizantino dell'isola tra i due rami del Po, il Po di Volano e il Po di Primaro. La chiesa più importante nel periodo della sua costruzione era la basilica di San Giorgio fuori le mura, alla quale era legata. Ci sono informazioni storiche che confermano la presenza accanto alla chiesa, sin dal 1010, di un monastero che era stato donato dal vescovo Ingone ed era destinato ai canonici della cattedrale di Ferrariola.
Risulta particolare il fatto che originariamente la facciata fosse orientata verso occidente e che solo in seguito, attorno al 1530, il suo ingresso fu rivolto ad oriente. Essendo poi nelle vicinanze del Castello dei Curtensi fu chiamata San Pietro in castello.
Benvenuto Tisi da Garofalo dipinse due affreschi per la chiesa, attorno alla prima metà del XVI secolo. Questi in seguito furono trasferiti nell'atrio della nuova cattedrale.
La chiesa fu restaurata più volte. Si hanno fonti storiche che confermano lavori eseguiti in vari momenti: alla fine del XV secolo, quelli ricordati del XVI secolo e poi ancora nel 1745.

#### Le altre chiese all'interno delCastello dei Curtensi
Sino al 1899 esisteva, nella vicina via Salinguerra, la chiesa di San Salvatore, poi demolita. Entrambe le parrocchie furono importanti perché diedero il nome alle regiones che si suddivisero il castrum nel X secolo. Durante il medioevo furono presenti in zona altre tre chiese: Sant'Alessio, San Martino e Santi Simone e Giuda.

### La soppressione della chiesa
Nei primi anni dell'Ottocento la chiesa venne soppressa e da allora non fu più un edificio sacro.
Dopo la sua soppressione fu venduta, subì importanti modifiche strutturali, la proprietà passò più volte di mano e fu utilizzata anche come magazzino. Tra il 1891 ed il 1895 fu palestra per la Società Ginnastica Pro Italia. Divenne poi una sala da ballo e poco a poco la sua fama di locale dalle dubbie frequentazioni si diffuse, sino ad essere nota come scanadur (scannatoio). Divenne Politeama Ariosto per la rappresentazione di spettacoli di genere vario e infine, a partire dal 1912, fu utilizzata come cinematografo "che non è sempre morale". Da vari decenni la sala è un cinema a luci rosse. In via Spilimbecco, cioè a breve distanza dalla sala, è stata a lungo attiva una casa di tolleranza.
Interessante ricordare gli ultimi importanti lavori di restauro del 1941 quando la proprietà chiese di poter ammodernare l'edificio ma ottenne il permesso dalla Soprintendenza ai Monumenti solo a condizione che fosse ripristinata in particolare la facciata nel rispetto dell'originalità architettonica storica. Non fu possibile ricostruire tuttavia il portale come in origine perché mancava una sufficiente documentazione relativa a quel periodo. 

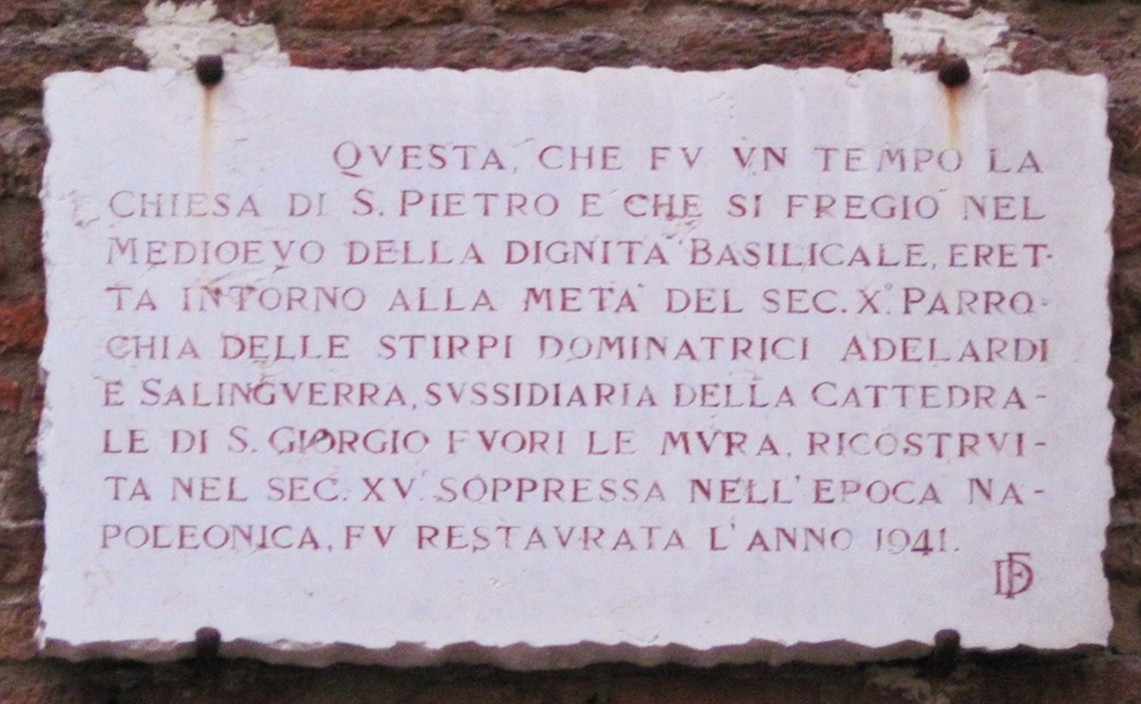
Lapide all'esterno della ex chiesa di San Pietro, a Ferrara

#### La lapide della Ferrariae Decus
La Ferrariae Decus ha collocato una lapide sulle pareti esterne in via Spilimbecco per ricordare le vicende che hanno riguardato nel corso dei secoli questo storico edificio cittadino. Nacque come chiesa sussidiaria di san Giorgio fuori le mura, divenne parrocchia mentre a Ferrara le famiglie che detenevano il potere erano gli Adelardi ed i Salinguerra, fu elevato alla dignità di basilica poi fu ricostruito nel XV secolo. Fu soppresso come luogo di culto ai primi del XIX secolo e nuovamente restaurato nel 1941.